# 마르쿠스 세다티우스 세베리아누스
마르쿠스 세다티우스 세베리아누스 (Marcus Sedatius Severianus, 105년–161/162년)는 서기 2세기에 활동한 갈리아 출신의 로마의 원로원 의원이자 보좌 집정관이다. 세베리아누스는 속주 총독이었고 이후에는 임시 집정관을 맡기도 했다. 그의 경력의 정점은 153년 7월부터 9월 눈디니움 기간 푸블리우스 셉티미우스 아페르를 동료 집정관으로 둔 보좌 집정관이었다. 그는 파르티아와의 전쟁 발발 때 카파도키아 속주 총독이었으며, 전쟁 기간 그는 161년에 아르메니아아를 공격할 것이라는, 신뢰할 수 없는 예언을 믿었다. 세다티우스는 유프라테스강 상류의 아르메니아 도시 엘레게이아에서 포위되는 동안 자결을 하였다. 그가 이끌었던 군단은 얼마 안 되어 와해되고 말았다. 그의 카파도키아 총독 자리는 마르쿠스 스타티우스 프리스쿠스로 대체됐다.

## 혈통

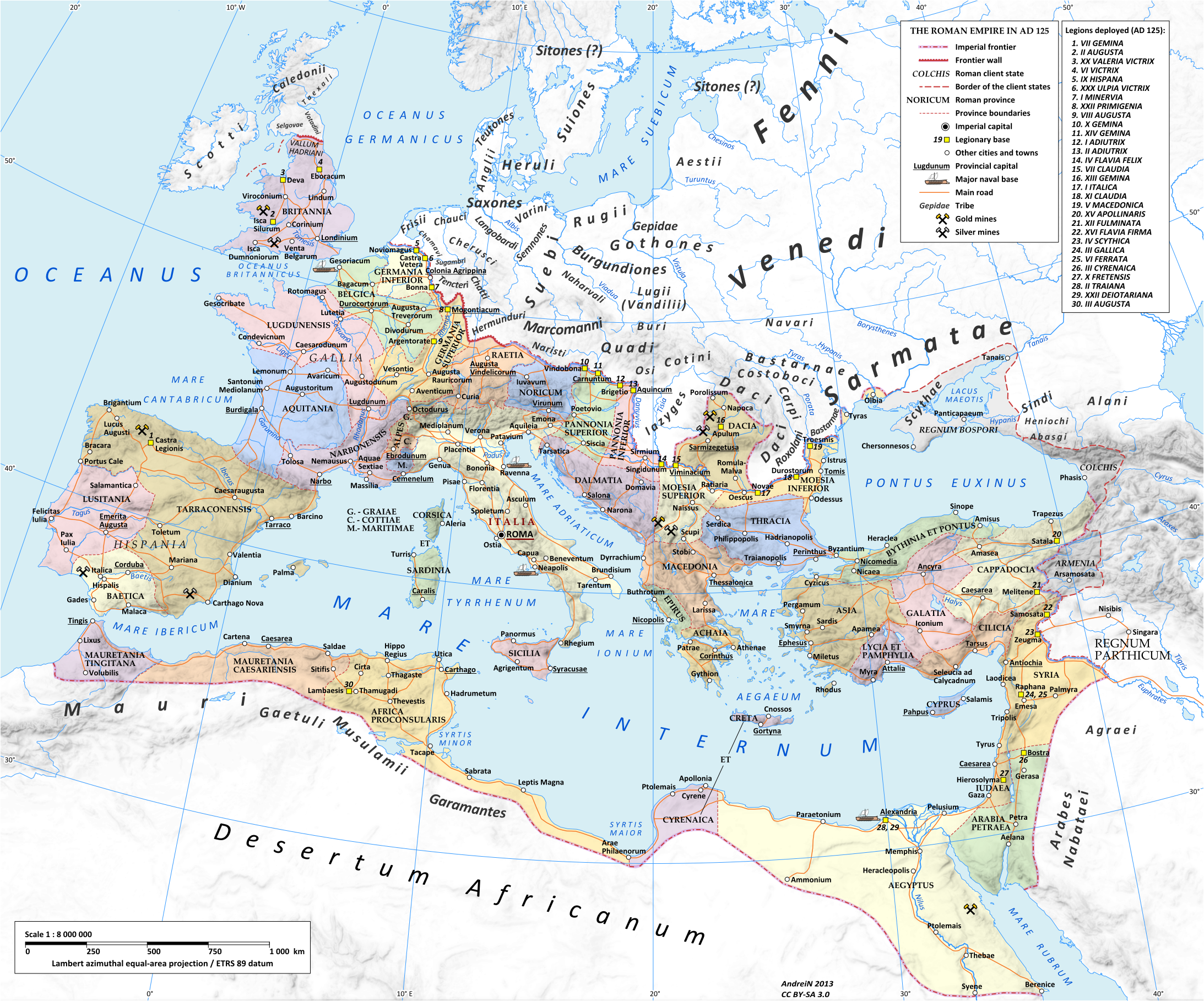
세베리아누스 시기 로마 제국. 아르메니아는 로마의 종속국으로 나타나 있다.

세베리아누스를 언급하고 있는, 오늘날 푸아티에에서 발견된 한 로마 시대의 비문은 이곳을 그의 출생지로 나타냈다. 당시에 이곳은 레모눔으로 알려졌으며, 로마령 갈리아에 있던 곳으로 픽토네스족이 살던 곳이었다. 그의 갈리아 혈통은 루키아노스가 잠시 언급하기도 했었다. 또 다른 비문도 세베리아누스가 '퀴리나' (Quirina) 부족 출신으로 언급하며, 이는 그의 선조들이 클라우디우스 혹은 플라비우스 왕조 시기 로마인이 되었음을 나타낸다. 갈리아의 거의 모든 거주민들은 1세기 동안에 퀴리테스가 되었다.

## 가문
세베리아누스의 전체 계도는 Marcus Sedatius C. f. [i.e. Gaii filius] Severianus Iulius Acer Metillius Nepos Rufinus Ti. Rutilianus Censor이며, 고대 그리스어로 그의 이름을 음역한 것은 Μ. Σηδάτιος Σεουηριανὸς이다.
세베리아누스의 부유한 가문, 세다티우스 일족의 권력은 무역과 상업에서 비롯했다. 세다티우스 일족은 루아르강에 의존했으며, 로마의 항구인 오스티아에 관심을 뒀던 것으로 알려졌다. 세다티우스 일족의 사회적 그리고 정치적 성공은 로마 최초의 황가인 율리우스-클라우디우스 왕조 시기 이래로 로마령 갈리아에서 주도적 계층이었던 율리우스 일족의 쇠퇴를 분명히 보여준다. 세베리아누스의 아버지와 율리아 루피나 간의 추정되는 혼인은 갈리아 지역의 포도주 주조가들과 지주들 간의 결합을 보여주는 방식일 수 있다.
세베리아누스는 최소한 아들 마르쿠스 세다티우스 세베루스 율리우스 레기누스 갈루스를 둔 것으로 알려져 있다. 그의 아들의 경력에 대해 알려진 모든 것은 그가 오스티아 지역의 한 단체의 후원가였다는 것이 전부다. 율리우스 레기누스라는 이름은 그의 어머니인 세베리아누스의 아내에서 비롯한 것일 거이다. 세베리아누스가 장인한테 입양되었다라고 주장된 바가 있었다. 이가 사실이면, 세베리아누스는 그의 어머니한테서 그 이름을 물려받았다는 것을 의미할 것이다.

## 어린 시절

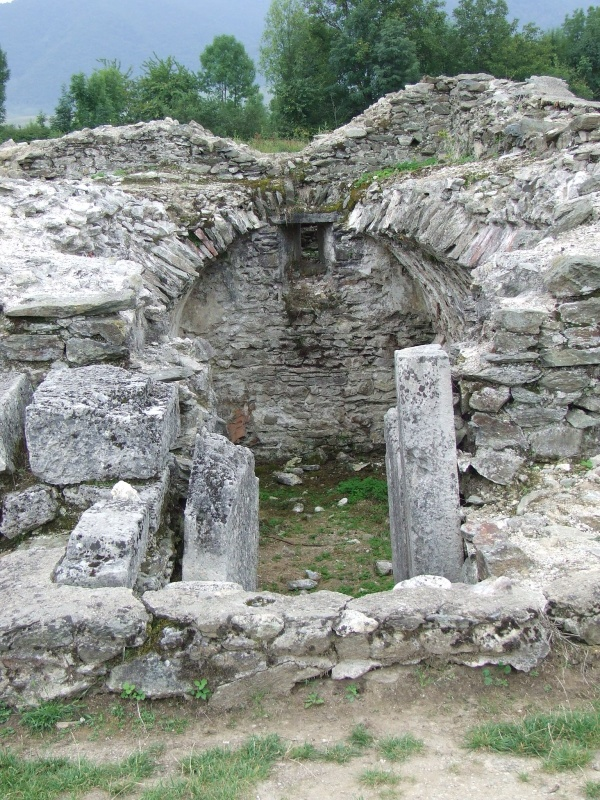
세베리아누스가 후원자로 있던, 로마 식민지 사르미제게투사의 포룸 폐허.

알려진 세베리아누스가 맡은 첫 정무관 직위는 시칠리아의 재무관으로, 그는 속주의 재정을 감독하고 회계를 감사했다. 재무관으로 근무했다는 점은, 그 자는 로마 원로원으로 가는 출세길을 인정받았다는 것을 의미했다. 원로원의 정치적 권위는 황제가 국가의 진정한 힘을 행사했기에 미약했다. 원로원 의원직은 행정적 권위보다는 명성과 사회적 지위를 추구하는 자들에게 수요가 있었다. 세베리아누스는 아마도 하드리아누스 (재위: 117년-138년) 말년에 원로원 의원이 되었을 것으로 본다. 그는 오스티아에서 발견된 140년대의 기록을 담은 한 비문에서 원로원 의원으로 첫 언급이 됐다. 전통적 공화정적 성격을 담은 정무관인 호민관도 거쳤으며, 이 직위도 그 독립성과 실질적 기능을 대부분 상실한 또 다른 명예직이었다. 그는 또한 갈리아 지역의 카두르키 (오늘날 카오르)로 추정되는 한 도시에서 후원가였다고 기록되었다. 다음으로 그는 법무관으로 근무했으며, 저지 다뉴브 지역에 있는 모이시아 인페리오르의 트로에스미스에 배치되어 있던 마케도니카 제5군단을 지휘했다. 그 뒤로 그는 로마에서 북쪽으로 아펜니노산맥을 넘어가는 최대 도로인 플라미니아 가도의 책임자인 쿠라토르로 임명됐다.
세베리아누스는 151년부터 152년까지 로마령 다키아의 총독이자 그곳에 배치된 게미나 제13군단의 지휘관이었다. 이 점은 다키아 지역의 여러 비문들에서 확인된다. 다키아 속주의 주도였던 사르미제게투사에서 출토된 비문 두 개는 그의 전체 이름을 전하고 그가 이 도시의 후원자였음을 말하였다. 비문들이 있는 기념물들은 그의 집정관 직이 끝난 뒤 세워진 것들이다. 사르미제게투사는 세베리아누스를 축하하고 그가 다키아의 행정을 맡아준 것에 대한 감사함을 표하는 서신을 로마로 보냈다.
153년에 세베리아누스는 안토니누스 피우스 황제로부터 해당 연도 일부인 7월부터 9월까지의 집정관으로 임명됐다. 집정관 직은 로마에서 최고 영예이었고, 집정관 직 후보자들은 황제들이 신중히 고른 자들이었다. 그는 미래의 황제인 셉티미우스 세베루스의 종조부인 푸블리우스 셉티미우스 아페르와 같이 근무했다.

## 카파도키아
세베리아누스는 150년대 후반에 카파도키아 속주의 총독을 지낸 것으로 알려져 있다. 이 직책은 카파도키아가 국경 속주이기에 중요하며, 이 점은 군사적 배경을 지니고 국경 속주에서 경험이 풍부했던 세베리아누스가 왜 이곳에 배치된 점을 설명한다. 역사가 마르셀 르 글레이는 그의 승진이 루키아노스의 저서들을 통해 자칭 예언가 아보노테이코스의 알렉산드로스의 추종자로 알려진, 아시아 속주 총독 푸블리우스 뭄미우스 시센나 루틸리아누스의 지지 덕이라고 주장하였다. 카파도키아에서, 세베리아누스의 행위는 인기가 있던 것으로 보이며, 젤라에서 출토된 한 비문에서 그는 도시의 후원자 (그리스어: '에베르게테스') 그리고 창시자 (그리스어: '크티스테스')로 칭송받았다. 그는 또한 세바스토폴리스의 한 비문에서도 나타났다. 카파도키아 총독으로서 세베리아누스에게는 군단 두 개가 할당되어 있었다.

### 파르티아와 전쟁
161년 여름에, 파르티아의 볼로가세스 4세는 아르메니아를 침공하여, 로마인들이 세운 통치자 소아이무스를 몰아내고, 그의 친척 파코라스를 왕으로 세웠다. 카파도키아가 총독이라는 것은 세베리아누스가 아르메니아가 연관된 어떠한 분쟁에서 최전선에 있게 된다는 것을 의미했고, 아보노테이코스의 알렉산드로스는 프로콘술 루틸리아누스에게 그랬던 것처럼 세베리아누스를 도취시켰다. 알렉산드로스는 세베리아누스가 파르티아인들을 쉽게 제압하고, 영광을 거머쥘 것이라 그를 믿게 했다. 세베리아누스는 군단 한 개 (히스파나 제9군단으로 추정)을 이끌고 아르메니아로 향했으나,) 유프라테스강 상류 인근 카파도키아 국경 지대 바로 너머에 있는 도시 엘레게이아에서 파르티아 장군 호스로에스의 함정에 빠지고 말았다. 세베리아누스는 호스로에스와 싸우려고도 몇 차례 시도했으나, 그의 작전이 무의미하다는 것을 얼마 못 가 깨달았고, 자결을 했다. 그의 군단은 학살당했다. 이 군사 활동은 겨우 3일 만에 끝나고 말았다. 그의 카파도키아 총독직은 마르쿠스 스타티우스 프리스쿠스로 대체됐다.
일부 역사가들은 엘레게이아에서 그의 패배가 데이오타리아나 제22군단과 히스파나 제9군단의 실종을 설명하다고 제시하나, 이 이론을 확인시켜줄 수 있는 어떠한 증거는 없으며 두 군단의 운명은 여전히 논쟁거리이다.

## 여파
시리아 총독 역시도 파르티아 군대에 패배했다. 공동 황제 루키우스 베루스 (입양 형제인 마르쿠스 아우렐리우스와 공동 통치)가 파르티아에 맞서 지휘를 했고 대규모 지원군을 끌고 왔다. 여기에는 완전 군단 네 개와 다른 군단들에서 온 분견대들이 있었다. 전쟁은 파르티아의 수도를 점령 및 약탈하며, 5년 뒤에 승리를 거뒀다.

## 참조
1. ↑  이 문구는 영예적 성격이지 글자 그대로 받아들여선 안 된다. 후원자로서 세베리아누스는 도시의 건국 신화에 포함되었고 그에 따라 칭송을 받았다.
2. ↑  알렉산드로스에 대해, 다음 참고: Robin Lane Fox, Pagans and Christians (Harmondsworth: Penguin, 1986), 241–50.
3. ↑  데이오타리아나 제22군단은 119년 이집트에서가 마지막 기록이다 : J. Schwartz, Où est passée la legio XXII Deiotariana ? 보관됨 2016-03-03 - 웨이백 머신, Zeitschrift für Papyrologie und Epigraphik, 76 (1989), pp. 101–102; 히스파나 제9군단은 130년 네이메헌에서이다: P.J. Sijpesteijn, Die legio nona hispania in Nimwegen 보관됨 2016-03-03 - 웨이백 머신, Zeitschrift für Papyrologie und Epigraphik, 111 (1996), pp. 281–282.

## 비문
1. ↑  AE 1981, 640
2. 1 2 3  AE 1913, 55 = ILS 1981
3. ↑  Studia Pontica III, p.244 no.271
4. ↑  《CIL》 XIV, 246, 《CIL》 XIV, 247, 《CIL》 XIV, 248, 《CIL》 XIV, 250
5. ↑  (ILS 9487) ; IDR III/2, 97 and IDR III/2, 98. See also 《CIL》 III, 1575 ; IDR III/1, 70 in From Mehadia.
6. ↑  《CIL》 III, 1562 (ILS, 3896).
7. ↑  Fasti Ostienses, fragment XXIX and 《CIL》 II, 2008 ; 《CIL》 II, 5
8. ↑  IGR III, 113

## 참고 문헌
- Birley, Anthony R. (1993). 《Marcus Aurelius》. Abingdon: Routledge. ISBN 978-0415171250.
- Birley, Anthony R. (2000). 《Septimius Severus: The African Emperor》. London; New York: Routledge. ISBN 978-0415165914.
- Prosopographia Imperii Romani, S 231
- Mennen, Inge (2011). 《Power and Status in the Roman Empire, AD 193–284》. Leiden: Brill. ISBN 978-90-04-20359-4.
- Picard, Gilbert Charles (1981). “Ostie et la Gaule de l'Ouest”. 《Mélanges de l'école française de Rome》. MEFRA (프랑스어) 93 (2): 883–915. doi:10.3406/mefr.1981.1301.
- Smallwood, E. Mary (2010). 《Principates of Nerva, Trajan and Hadrian》. Cambridge: Cambridge. ISBN 978-0-521-12894-0.

| 공직                                                            | 공직                                                            | 공직                                                            |
| --------------------------------------------------------------- | --------------------------------------------------------------- | --------------------------------------------------------------- |
| 이전 섹스투스 카이킬리우스 막시무스, 마르쿠스 폰티우스 사비누스 | 로마 제국의 보좌 집정관 153년 with 푸블리우스 셉티미우스 아페르 | 이후 가이우스 카티우스 마르켈루스, a 퀸투스 페티에디우스 갈루스 |